# NGC 4689
NGC 4689 ist eine Spiralgalaxie mit aktivem Galaxienkern vom Hubble-Typ Sbc im Sternbild Coma Berenices am Nordsternhimmel. Sie ist schätzungsweise 70 Millionen Lichtjahre von der Milchstraße entfernt und hat einen Durchmesser von etwa 95.000 Lichtjahren. Unter der Katalognummer VCC 2058 wird sie als Mitglied des Virgo-Galaxienhaufens geführt.
Im selben Himmelsareal befinden sich u. a. die Galaxien NGC 4659, NGC 4752, IC 3735, IC 3742.
Das Objekt wurde am  12. April 1784 von Wilhelm Herschel entdeckt.